# VN-Oceaanconferentie

Logo van de VN.

De VN-Oceaanconferentie is een reeks conferenties op hoog niveau van de Verenigde Naties ter ondersteuning van de uitvoering van de  duurzameontwikkelingsdoelstelling voor het behoud en duurzaam gebruik van de oceanen, zeeën en mariene rijkdommen (SDG 14).  

## Conferenties

### New-York 2017
De VN-Oceaanconferentie van 2017 vond plaats in het Hoofdkwartier van de Verenigde Naties in New York, van 5 tot 9 juni 2017.

### Lissabon 2022
De VN-Oceaanconferentie van 2022 vond plaats in Lissabon, Portugal, van 27 juni tot 1 juli 2022.

### Nice 2025
De conferentie van 2025 werd gezamenlijk georganiseerd door Frankrijk en Costa Rica en vond plaats in Nice, Frankrijk, van 9 tot en met 13 juni 2025.
België bekrachtigde op de conferentie officieel het internationale VN-Oceaanverdrag, en pleitte ervoor om het internationale secretariaat voor het verdrag naar België te halen.